# Бърнард Фрайбърг
Генерал-лейтенант Бърнард Сирил Фрайбърг, 1-ви барон Фрайбърг, носител на Кръст Виктория, Орден на Св. Михаил и Св. Георги, Орден на банята, Орден на Британската империя, 3 Ордена за заслуги (21 март 1889 - 4 юли 1963) е сред най-известните военачалници на Нова Зеландия, по-късно и неин генерал-губернатор.
Става офицер в британската армия през Първата световна война, през която спечелва кръста „Виктория“.
По време на Втората световна война командва новозеландския експедиционен корпус при битката за Крит, Северноафриканската кампания и битката при Монте-Казино.

## Ранен живот
Фрайбърг е роден в Ричмънд, Лондон в Англия. Преселва се в Нова Зеландия с родителите си, когато е на 2 години. Посещава колежа Уелингтън от 1897 до 1904 година. Той е силен плувец и печели новозеландския шампионат на 100 метра през 1906 и 1910 година.
На 22 май 1911 година получава формална регистрация като зъболекар. Работи като асистент зъболекар в Моринсвил, а по-късно практикува в Хамилтън и Левин. Докато работи в Моринсвил, е помолен да поеме командването на кораб в местната териториална армия, но не успява да получи кралско пълномощно.
Фрайбърг напуска Нова Зеландия през март 1914 година. За него съществуват сведения в Сан Франциско и Мексико, където може би е взел участие в Мексиканската революция, която бушува в страната. След като чува за избухването на войната в Европа през август 1914 година, отпътува за Англия.

## Първа световна война
В края на 1914 година Фрайбърг се среща с Уинстън Чърчил, тогава заемащ поста Първи лорд на Адмиралтейството, и го убеждава да му даде чин в батальона Худ от новосформираната Кралска Военноморска дивизия.
През 1915 година Фрайбърг участва в битката при Галиполи. По време на първите десанти на съюзническите войски, последвани от неуспешен опит за преминаване по вода през проливите, Фрайбърг плува до брега на залива Сарос. Когато го достига, започва да пали сигнални ракети, за да заблуди защитаващите турски части за мястото на действителния десант на Галиполи. Въпреки че попада под тежък турски огън, той се завръща успешно и за своите действия получава първия Орден за заслуги. Ранен е сериозно няколко пъти и напуска полуострова, когато дивизията му е евакуирана през януари 1916 година.
Фрайбърг отива във Франция през май 1916 година. Той получава Кръст Виктория за битката при Сома. На 13 ноември 1916 година при Бокурт-сур-Анкър батальонът на Фрайбърг провежда първата атака през вражеската челна система от окопи. След това той събира и прегрупира своите дезорганизирани мъже и води успешна атака към втората цел, по време на която е ранен на две места. Той остава да командва и задържа позицията през деня и следващата нощ. След като получава подкрепление, той атакува и превзема силно укрепено село, като взема 500 пленника. Ранен е още 2 пъти, като втория път сериозно. Отказва да напусне фронтовата линия, докато не дава последни инструкции. Почетната грамота, която получава, описва резултата от тези действия: „Фрайбърг позволява временната позиция на корпуса да бъде задържана за постоянно, спрямо тази точка в крайна сметка се оформя фронтовата линия“ за по-късни действия.
По време на службата си на западния фронт Фрайбърг продължава да е лидер за пример. Неговите способности на водач имат цена – той получава 9 рани по време на службата си във Франция. Хора служили с него в по-късни етапи от кариерата му казват, че почти цялото му тяло е било в белези.
Получава повишение до ранг временен бригадир и поема командването на бригада от 58-а дивизия през април 1917 година, което според слуховете го е направило най-младия генерал в британската армия. До края на войната Фрайбърг спечелва още 2 ордена за заслуги и френски Кръст на войната, както и още 5 препоръки от висшестоящи за представянето си при Сарос.

## Между двете войни
Фрайбърг остава да служи в армията като офицер след края на Първата световна война. На 14 юни 1922 година се жени за Барбара Фрайбърг (дъщеря на Хърбърт Джекил и вдовица на Франсис Макларън) в църквата Хълмът на Св. Марта. Барбара има 2 деца от предишния брак. През 1923 година тя му ражда син Пол Фрайбърг. Б. Фрайбърг заема редица постове между войните, сред които щабен офицер на 44-та дивизия от териториалната армия.

## Втора световна война
Британската армия определя Фрайбърг като негоден за активна служба през 1937 година. Но със започването на войната през септември 1939 година той е привикан обратно. Следвайки обръщение на правителството на Нова Зеландия, Фрайбърг предлага услугите си и впоследствие е назначен за командир на 2-ри новозеландски експедиционен корпус и новозеландската 2-ра дивизия.
В хаоса по време на отстъплението след кампанията на Балканите през 1941 година Лондон поверява на Фрайбърг командването на съюзническите сили по време на битката за Крит. Съществува спор относно използването на разузнавателни съобщения от УЛТРА по време на битката.
Фрайбърг продължава да командва новозеландската 2-ра дивизия по време на Северноафриканската кампания и Италианската кампания като част от британската 8-а армия. Той има отлична репутация като дивизионен тактик. Фрайбърг има големи разногласия със своя командващ, генерал Клод Окинлек, и настоява като командир на контингент от друга страна да има правото да не се подчинява на заповеди, които противоречат на интересите на Нова Зеландия. Освен това той има добри отношения с Бърнард Монтгомъри, който има високо мнение за новозеландския командир. Фрайбърг се отличава с планирането на атаки като операция „Суперчардж“ по време на битката при Ел Аламейн, Операция „Суперчардж“ II по време на Туниската кампания, и при форсирането на река Сенио през 1945 година. Обаче двата случая, при които Фрайбърг поема командването на ниво корпус – при клисурата Тебага и Монте Казино – се считат за по-малко успешни. През войната той показва пренебрежение към опасността, както и голяма загриженост за благополучието на своите войници, внимателно отношение към дисциплината и осигуряване на социални удобства на войниците под негово командване. Той става много популярен командир сред новозеландските войници до времето, когато напуска армията (с ранг генерал-лейтенант) през 1945 година.

## Следвоенна кариера
След като се пенсионира от армията, Фрайбърг служи като генерал-губернатор на Нова Зеландия от 1946 до 1952 година. На този пост той играе активна роля, посещава всички части на Нова Зеландия и нейните колонии.
Кралската власт прави Фрайбърг аристократ и му дава титлата барон Фрайбърг от Уелингтън в Нова Зеландия и Мунстед в графство Сърей през 1951 година.
След края на мандата му като генерал-губернатор на Нова Зеландия Фрайбърг се завръща в Англия, където често участва в Камарата на Лордовете. На 1 март 1953 г. става заместник-управител и лейтенант-губернатор на замъка Уиндзор. Премества се да живее в Норман Гейтуей през следващата година.
През 1955 година отваря врати училище „Фрайбърг“ в Палмерстон Норт, Нова Зеландия.
Фрайбърг умира в Уиндзор на 4 юли 1963 г., след като се отваря рана, получена през войните. Погребан е в двора на църквата Хълмът на Св. Мария в Гилдфорд, Сърей.